# Sacha Margairaz
Sacha Margairaz (* 13. August 1980 in Rances) ist ein ehemaliger Schweizer Fussballspieler.
Er ist der ältere Bruder von Xavier Margairaz und von Alan Margairaz, beide ebenfalls Profi-Fussballer. Über die Vereine FC Rances, FC Echallens, Yverdon-Sport FC und FC Baulmes gelangte er 2006 zu seinem Stammverein FC Lausanne-Sport zurück. Wenig später spielte er in der 1. Liga erneut für Baulmes sowie für den FC Le Mont, mit dem er den Aufstieg in die Challenge League erreichte. Sein weiterer Weg führte ihn in die fünftklassige 2. Liga (Schweiz) zu Pully Football, bevor er sich 2010 dem FC Bulle in der 1. Liga anschloss. Im Sommer 2016 beendete er seine Karriere als Fussballspieler.